# La Vie d'une mère
La Vie d'une mère (More Sex & the Single Mom) est un téléfilm américain réalisé par Don McBrearty et diffusé le 7 février 2005 sur Lifetime.
C'est la suite du film Face à son destin (Sex & the Single Mom), diffusé en 2003.

## Synopsis
Mère célibataire, l'avocate Jess Gradwell tente d'élever au mieux Jake, son petit garçon âgé de trois ans, et d'être attentive à sa fille adolescente, Sara. La vie de Jess va être bouleversée par le retour d'Alex Lofton, ancien amant et père de Jake. Alex ignore qu'il est le père du garçon. Il met bientôt tout en œuvre pour reconquérir la jeune femme.

## Fiche technique
- Réalisation : Don McBrearty
- Scénario : Judith Paige Mitchell (en)
- Société de production : Andrea Baynes Productions
- Durée : 90 minutes
- Pays :  États-Unis

## Distribution
- Gail O'Grady (VF : Martine Irzenski) : Jess Gradwell
- Grant Show (VF : Thierry Ragueneau) : Alex Lofton
- Chelsea Hobbs (VF : Célia Charpentier) : Sara Gradwell
- Rick Roberts (VF : Antoine Doignon) : Steve
- Lucas Bryant (VF : Fabrice Josso) : Gabe Emerson
- Larissa Laskin (VF : Eve Lorach) : Megan
- Barbara Gordon : Valerie
- Shelley Thompson : Alicia
- Kate Todd : Carol Ann
- Genelle Williams : Megan
- Ben Gilbank : Randy
- Tara Spencer-Nairn (en) : Blair
- Charlie Sperandeo : Jake